# كوكوبولو

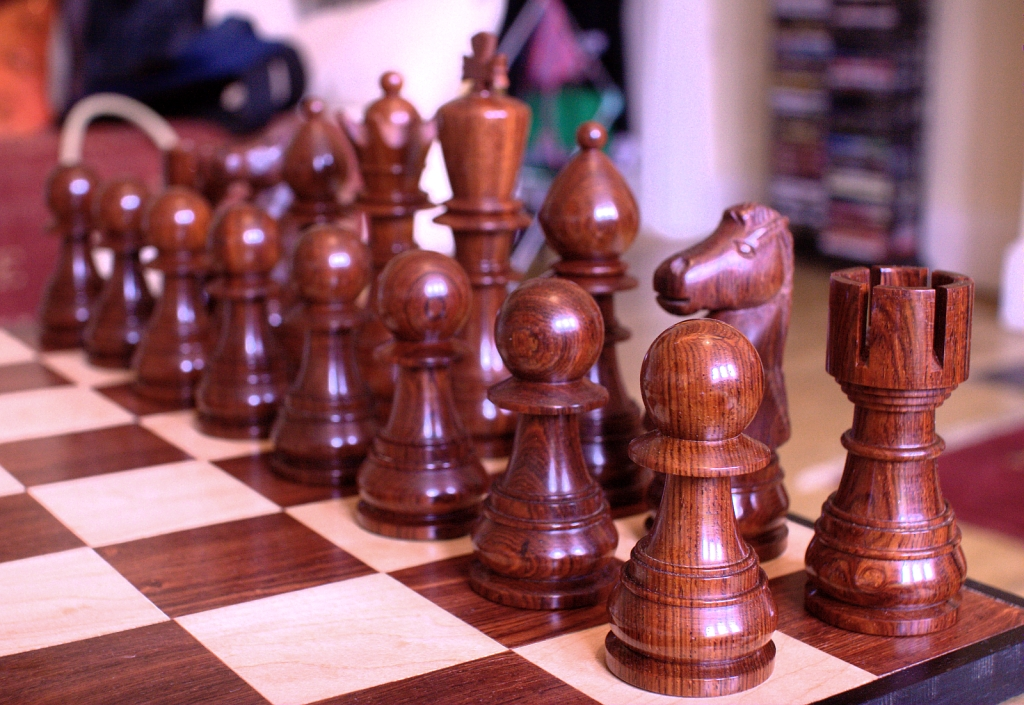
قطع الشطرنج مصنوعة من الكاكوبولو

كوكوبولو (بالإنجليزية: Cocobolo)‏ هو خشب صلب استوائي من أشجار أمريكا الوسطى ينتمي إلى جنس ساسم. يتم استخدام خشب القلب من كوكوبولو فقط؛ عادة ما يكون برتقالي أو بني محمر، وغالبًا ما يكون مع آثار غير منتظمة داكنة تنسج من خلال الخشب. يتغير لون خشب القلب الصلب بعد قطعه ويمكن صقله حتى يصبح لامعًا ولونًا زجاجيًا؛ نظرًا لكونه كثيف جدًا، وفي بعض الأحيان له جاذبية محددة تزيد عن 1.0، فإنه سيغرق في الماء. خشب العصارة (لا يستخدم غالبًا) لونه أصفر كريمي، مع وجود حدود حادة بينه وبين خشب القلب.

## في الثقافة الشعبية
- مكاتب كوكوبولو هي موضوع متكرر في المسلسل التلفزيوني من الأفضل الاتصال بسول.[2]